# 大気圧プラズマ
大気圧プラズマ（たいきあつプラズマ）とは、大気圧下で発生させたプラズマのことで、対義としては低圧プラズマ（真空プラズマ）がある。
一般的に、プラズマは発生させるときの圧力が低いほど低電圧で済み、平均自由行程が長く、プラズマを制御しやすいといった傾向がある。
代わりに、低圧プラズマはプラズマ密度が低いため反応性が悪く、処理ごとに真空引きを行う必要がある。
大気圧プラズマは、連続処理に向いているため生産性が高く、真空装置が不要であるため処理コストが低く、簡単な装置構成で済むといった特徴がある。
大気圧プラズマは、コロナ放電、誘電体バリア放電、RF放電、マイクロ波放電、アーク放電といった方法で発生でき、ArやHeといったガスで発生させ易くできる。